# هنري إيفز كوب
هنري إيفز كوب (بالإنجليزية: Henry Ives Cobb)‏ هو مهندس معماري أمريكي، ولد في 19 أغسطس 1859 في بروكلين في الولايات المتحدة، وتوفي في 27 مارس 1931.

## وصلات خارجية
- هنري إيفز كوب على موقع الموسوعة البريطانية (الإنجليزية)